# Nuage nacré
Les nuages nacrés, ou nuages polaires stratosphériques, sont des nuages qui se forment dans la stratosphère à une altitude située entre 15 000 et 25 000 mètres. Les nuages nacrés sont rares et se forment surtout l'hiver à proximité des pôles. Ils ont été décrits par l'astronome Robert Leslie dès 1885.
Ils sont impliqués dans la formation de trous dans la couche d'ozone car ils supportent les réactions chimiques qui produisent des molécules de composés chlorés. Ces molécules servent de catalyseur à la réaction détruisant les molécules d'ozone. 

## Description
Ces nuages ressemblent à des cirrus ou à des altocumulus lenticularis pour un observateur en plein jour. Cependant, lors du lever ou du coucher, ils prennent une couleur de nacre très marquées,. L'effet maximal se produit lorsque le Soleil se trouve à quelques degrés au-dessous de l'horizon. En effet, à cause de leur altitude et de la courbure de la terre, ces nuages reçoivent la lumière du soleil alors que ce dernier est en dessous de l'horizon à l'aube et au crépuscule, réfléchissant la lumière vers le sol. 

## Formation

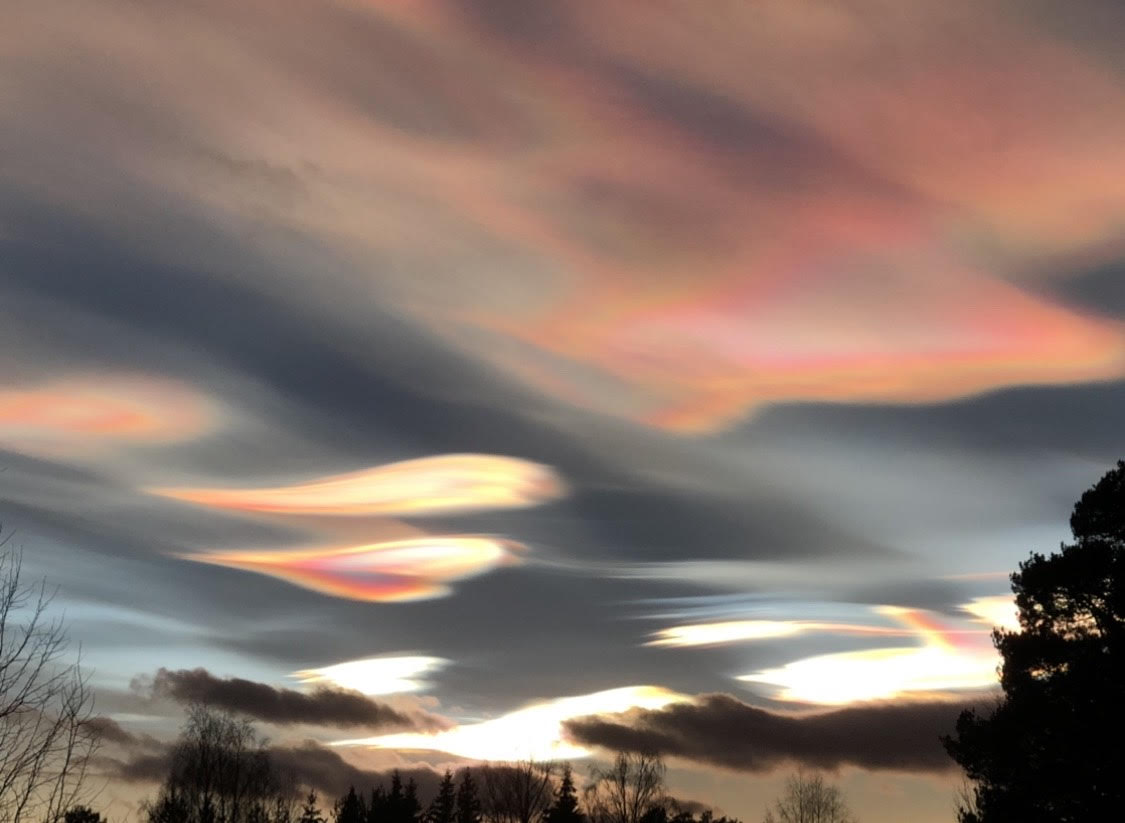
Nuage nacré en Norvège.

La stratosphère, très sèche, n'est pas favorable à la formation de nuages. Avec les grands froids de l'hiver polaire, des nuages stratosphériques de différents types peuvent cependant apparaître car la pression de vapeur de la glace est faible et toute humidité se condensera en cristaux de glace. Les nuages nacrés se forment à très basses températures, en dessous de −78 °C. Ces températures sont possibles dans la stratosphère pendant les hivers polaires. En Antarctique, des températures inférieures à −88 °C permettent la formation de nuages nacrés de type II. De telles températures sont plus rares dans l'Arctique.

## Types de nuages nacrés
Le nuages nacrés sont classés suivant leur état et leur composition chimique. Les nuages de type I contiennent de l'acide nitrique et de l'eau:
- Les nuages de type Ia sont composés de cristaux formés d'acide nitrique et d'eau[4] ;
- Les nuages de type Ib contiennent également de l'acide sulfurique et sont en phase liquide[4] ;
- Les nuages de type Ic sont composés d'acide nitrique dihydraté métastable[5],[6] ;

Les nuages de type II sont composés uniquement de glace.

## Relation avec l'ozone stratosphérique
Les nuages nacrés sont liés à la déplétion de la couche d'ozone au pôle Sud. En effet, des observations permettent de corréler l'augmentation des nuages à la diminution d'ozone dans les hautes couches de l'atmosphère car ils agissent comme des catalyseurs de réactions chimiques hétérogènes en association avec les fluorocarbones. Ils sont donc un témoin visible depuis la terre de la modification du trou dans la couche d'ozone (Projet Mapscore).